# 필리핀 농구 국가대표팀
필리핀 농구 국가대표팀은 필리핀의 농구 대표팀이다. 올림픽 농구 본선에는 7번 출전하여 1936년 대회와 1956년 대회에서 8강에 올랐고 FIBA 농구 월드컵 본선에는 6번 출전하여 1954년 대회에서 동메달을 획득했으며 FIBA 아시아 선수권 대회 본선에는 27번 참가하여 금메달 5개, 은메달 4개, 동메달 1개를 획득했다. 또한 아시안 게임 농구에는 18번 참가하여 금메달 5개, 은메달 1개, 동메달 2개를 획득하는 등 국제 대회에서 좋은 성과들을 거둔 아시아의 농구 강호 중 하나로 손꼽히는 팀이다.

## 역대 성적

### 올림픽
- 1936년 - 5위
- 1948년 - 12위
- 1952년 - 9위
- 1956년 - 7위
- 1960년 - 11위
- 1964년 - 본선 진출 실패
- 1968년 - 13위
- 1972년 - 13위
- 1976년 - 본선 진출 실패
- 1980년 - 불참
- 1984년 ~ 2024년 - 본선 진출 실패

### 아시안 게임
- 1951년 - 금메달
- 1954년 - 금메달
- 1958년 - 금메달
- 1962년 - 금메달
- 1966년 - 6위
- 1970년 - 5위
- 1974년 - 4위
- 1978년 - 5위
- 1982년 - 4위
- 1986년 - 동메달
- 1990년 - 은메달
- 1994년 - 4위
- 1998년 - 동메달
- 2002년 - 4위
- 2006년 - 불참
- 2010년 - 6위
- 2014년 - 7위
- 2018년 - 5위
- 2022년 - 금메달

## 주요 선수
- 크리스 로스
- 매슈 라이트
- 라 테노리오
- 빅토리노 마누엘

## 같이 보기
- 필리핀 여자 농구 국가대표팀
- 필리핀 농구 협회